# ارتی-۲۱ تمپ ۲-اس(موشک بالستیک)
آرتی-۲۱ تِمپ ۲-اِس
(به انگلیسی: RT-21 Temp 2S)
(به روسی: Темп-2С,lit.'pace)
یک موشک بالستیک قاره پیمای متحرک بود که توسط اتحاد جماهیر شوروی در طول جنگ سرد ساخته شد. نام گزارش ناتو SS-16 Sinner به آن اختصاص داده شد و نام صنعتی 15Zh42 (15Ж42) را داشت.

RT-21 اولین موشک بالستیک قاره پیمای متحرک توسعه یافته در جهان بود. RT-21M پایونر و مجموعه‌های موشکی بعدی بر پایه مفهومی RT-21 متکی بودند و توسط نادیرادزه برای بسیاری از پروژه‌های بعدی‌اش مورد استفاده قرار گرفتند.  این برنامه در مجموعه ای از پیچیدگی های معاهده، از جمله سؤالاتی در مورد استفاده از پرتابگرهای موشکی غرق شد. بعید است که RT-21 در نهایت به استقرار رسیده باشد، و در اواسط دهه ۱۹۸۰، این برنامه کنار گذاشته شده بود. حداکثر مدت زمان ذخیره آن در پرتابگر ۵ سال و زمان آماده سازی برای پرتاب ۴۰ دقیقه بود.